# Moses Alexander
Moses Alexander, född 13 november 1853 i Obrigheim i Pfalz i Kungadömet Bayern (idag i Rheinland-Pfalz), död 4 januari 1932 i Boise i Idaho, var en tysk-judisk-amerikansk politiker som var guvernör i Idaho 1915–1919.
Alexander flyttade fjorton år gammal från Kungadömet Bayern till USA. Efter några månader i New York flyttade han vidare till Missouri där han gick med i demokraterna. År 1887 valdes han till borgmästare i staden Chillicothe. Fyra år senare lämnade han staden och planerade att flytta till Alaska. På vägen stannade han i Boise där han valde att bosätta sig i stället för Alaska.
Alexander var borgmästare i Boise 1897–1899 och 1901–1903. Alexander efterträdde 1915 John M. Haines som Idahos guvernör och efterträddes 1919 av D.W. Davis. Alexander stödde USA:s insatser i första världskriget och var en varm förespråkare för kvinnlig rösträtt. Rösträtt för kvinnor infördes i Idaho 1896 och i hela USA 1920.
Den första judiska guvernören i USA:s historia var David Emanuel i Georgia från mars till november 1801. Emanuel hade visserligen inte vunnit ett guvernörsval men det hade Kaliforniens första judiska guvernör Washington Bartlett gjort år 1886. Trots detta har Alexander, som var den första judiska guvernören i Idaho, ibland kallats USA:s första judiska guvernör. Med detta avses att Alexander var den första öppet troende judiska kandidaten att vinna ett guvernörsval i USA. Han hade varit med om att grunda Idahos första synagoga. Orten Alexander i Idaho har fått sitt namn efter Moses Alexander.